# آلن دلون
آلَن فابیَن موریس مارسِل دلون (به فرانسوی: Alain Fabien Maurice Marcel Delon‎؛ ۸ نوامبر ۱۹۳۵ – ۱۸ اوت ۲۰۲۴) بازیگر اهل فرانسه بود. وی به‌عنوان یکی از برجسته‌ترین بازیگران اروپا در طول دهه‌های ۱۹۶۰ تا ۱۹۸۰ شناخته می‌شد. سبک، ظاهر و نقش‌هایش که او را به یک نماد بین‌المللی تبدیل کرد، محبوبیتِ ماندگاری را برایش به ارمغان آورد.
دلون برای بازی در فیلم‌هایی مانند ظهر بنفش (۱۹۶۰)، روکو و برادرانش (۱۹۶۰)، کسوف (۱۹۶۲)، یوزپلنگ (۱۹۶۳)، سامورایی (۱۹۶۷)، استخر (۱۹۶۹)، دایره سرخ (۱۹۷۰)، یک پلیس (۱۹۷۲) و آقای کلاین (۱۹۷۶) تحسین شد. دِلون در طول دوران فعالیت حرفه‌ای خود با بسیاری از کارگردان‌های شناخته‌شده از جمله لوکینو ویسکونتی، ژان-لوک گدار، ژان-پیر ملویل، میکل‌آنجلو آنتونیونی و لویی مال کار کرد.
دِلون در سال ۱۹۸۵ جایزهٔ سزار بهترین بازیگر مرد را برای بازی در فیلم داستان ما (۱۹۸۴) دریافت کرد. او در سال ۱۹۹۱ نشان لژیون دونور فرانسه را دریافت کرد و در چهل‌وپنجمین جشنواره بین‌المللی فیلم برلین برنده خرس طلایی افتخاری شد. همچنین در جشنواره فیلم کن ۲۰۱۹ جایزهٔ نخل طلای افتخاری را دریافت کرد.

## آغاز زندگی
آلَن دلون در ۸ نوامبر ۱۹۳۵ در دهکده‌ای به نام سو (به فرانسوی: Sceaux) در حوالی پاریس زاده شد. نام پدر او فابیَن و نام مادر او ادیت بود. زمانی که آلَن ۴ سال داشت، پدر و مادر او از هم جدا شدند و به‌ناچار سرپرستی او به خانواده دیگری واگذار شد. او در خانه‌ای رشد کرد که روبروی یک زندان بود و آلَن با بچه‌های نگهبان زندان هم‌بازی بود. پس از چند سال، پدر و مادرخوانده او بر اثر حادثه‌ای کشته شدند و او دوباره تحت سرپرستی مادرش، که با یک قصاب محلی ازدواج کرده بود قرار گرفت. او در دوران کودکی به دوچرخه‌سواری، فوتبال و رفتن به سینما علاقهٔ وافری داشت. دلون دوران تحصیل خود را در مدارس کاتولیک گذراند و از آنجا که پسر شلوغی بود، چندین بار از مدرسه اخراج شد و در ۱۵ سالگی به‌کلی درس و تحصیل را ترک کرد. سپس ناپدری‌اش به‌ناچار او را به مغازهٔ قصابیِ خود برد تا این حرفه را به او بیاموزد؛ اما آلَن هیچ علاقه‌ای به این حرفه نداشت و در ۱۷ سالگی خانه را ترک کرد و به ارتش پیوست.

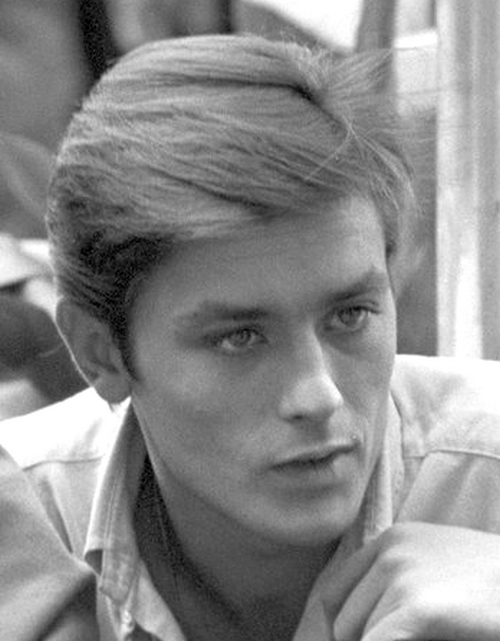
آلَن دلون در سال ۱۹۵۹

او در یگان تفنگداران دریایی ارتش به‌عنوان چترباز به خدمت ادامه داد و در سال ۱۹۵۴ در جنگ اول هندوچین حضور داشت. او دوران خدمت خود را در ارتش با اشتیاق ادامه داد. اما به خاطر دزدیدن یک جیپ کارش به دادگاه نظامی کشید. دلون در مورد خاطراتش در آن زمان می‌گوید: «در آنجا دوستانی پیدا کردم؛ کسانی که با آن‌ها حرف می‌زدم و به حرف‌هایم گوش می‌دادند.»

## زندگی حرفه‌ای

### ورود به سینما
آلَن در ۱۹۵۶ از خدمت در ارتش ترخیص شد و به‌عنوان باربر و سپس به‌عنوان پیش‌خدمت در کافه‌های مختلف پاریس به کار پرداخت و بین روسپی‌ها و گانگسترها زندگی می‌کرد. او درآمد ثابتی نداشت و مستقل از خانواده زندگی می‌کرد. طی همین مدت، با بسیاری از بازیگران که در کافه‌های محل کارش رفت‌وآمد داشتند آشنا شد. یکی از آن بازیگران، ژان-کلود بریالی بود. کسانی که دربارهٔ زندگی او تحقیق کرده‌اند می‌گویند که او با دنیای زیرزمینی جنایتکاران در ارتباط بوده و مدتی هم با آنها زندگی می‌کرد. این دو دوست، یعنی دلون و بریالی در سال ۱۹۵۷ تصمیم گرفتند با هم به جشنوارهٔ فیلم کن بروند. این تصمیم، زندگی آلَن را برای همیشه تغییر داد. آلَن که یک آدم معمولی بود و هیچ‌گونه تجربهٔ بازیگری نداشت و آن شب هم با یک دست لباس کرایه‌ای به جشنواره رفته بود پس از بازگشت از جشنواره به یک فوق‌ستاره تبدیل شد. زیرا دیوید او. سلزنیک، تهیه‌کننده آمریکایی ظاهر دلون را پسندید و با او قرارداد امضا کرد. چهرهٔ فوق‌العاده جذاب او در آن مجلس کاملاً سرآمد همگان بود و در آنجا بود که کارگردانان مختلف به سراغ او آمدند و بیشتر در نقش دزد یا آدمکش اجیرشده بازی می‌کرد.

### اوج

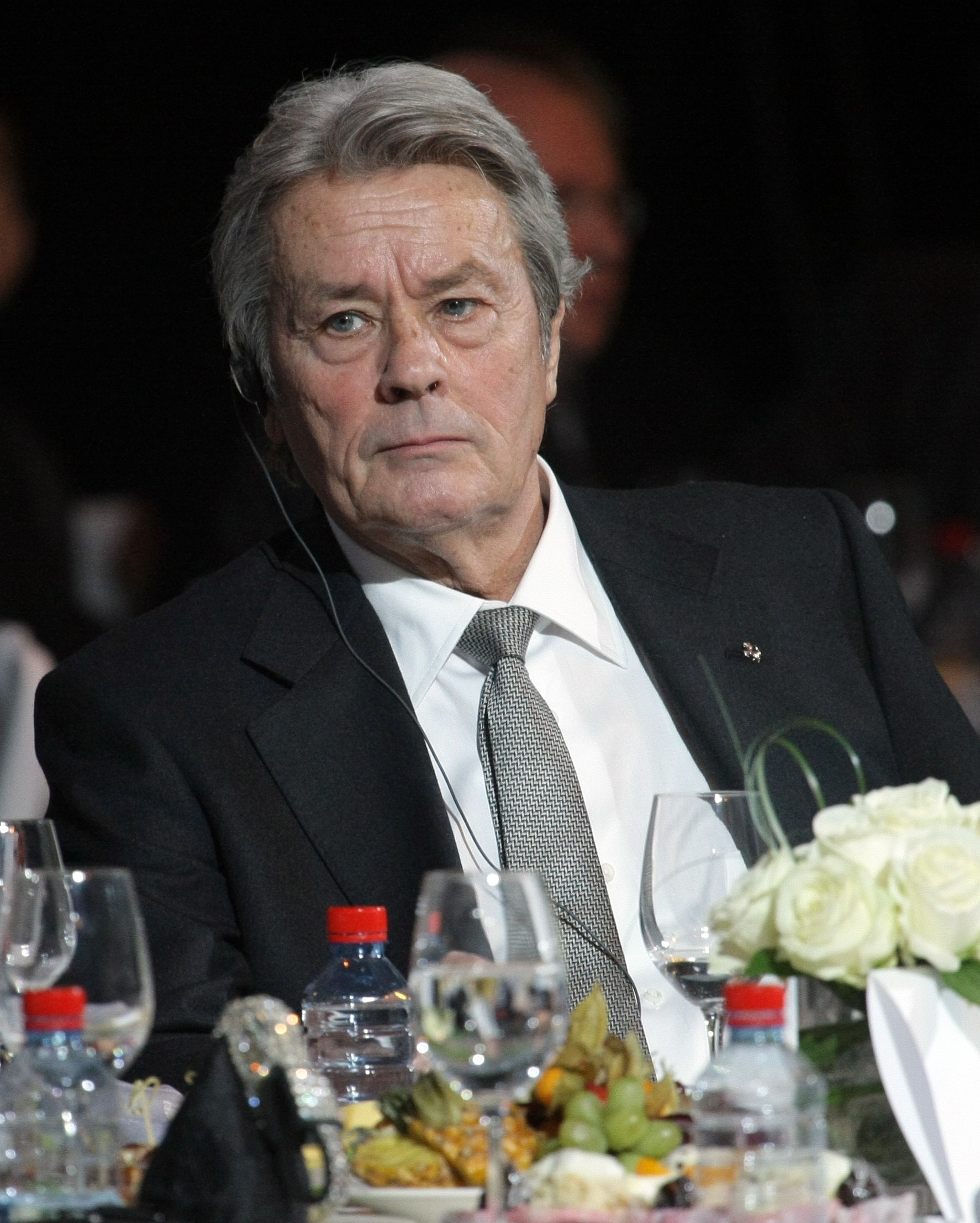
آلَن دلون، ۱۰ دسامبر ۲۰۱۰

دلون در دهه ۱۹۶۰ ستاره سینمای اروپا بود. او از همان آغاز کار در فیلم‌هایی که حدس می‌زد فروش خوبی داشته باشند به جای دستمزد، درصدی از فروش فیلم را می‌گرفت و از این راه، پول خوبی به‌دست آورد. او در دههٔ ۱۹۷۰ علاوه بر بازی در فیلم، دومین شرکت تولید فیلم خود را تأسیس کرد و به جمع‌آوری ثروت پرداخت. او در آن هنگام یکی از ثروتمندان جهان بود و فیلم‌هایی با نشان‌واره AD تهیه می‌کرد. او سپس یک شرکت هواپیمایی راه‌اندازی کرد و بخشی از ثروت خود را در زمینهٔ موردعلاقه خود یعنی جمع‌آوری آثار هنری و پرورش اسب‌های مسابقه، سرمایه‌گذاری کرد. گنجینهٔ شخصی او کم‌نظیر است. او صاحب عتیقه‌هایی است که بسیاری از آن‌ها در موزه‌ها به نمایش گذاشته شده‌اند. او در دههٔ ۱۹۸۰ به سوئیس نقل مکان کرد تا بر عملکرد شرکتی که محصولاتش را به نام «آلَن دلون» به فروش می‌رساند نظارت بهتری داشته باشد. دفتر این شرکت در شهر ژنو است.

### آمریکا
دلون در اوایل دهه ۱۹۶۰ چند سال به هالیوود رفت و در چند فیلم آمریکایی بازی کرد که ضعیف‌ترین دوره کاری او بود. او در سال ۱۹۶۷ به فرانسه بازگشت.

### موج نو
دلون هرگز در فیلمی‌ از موج نوی فرانسه بازی نکرد و در عوض در فیلم‌هایی با گرایش محافظه‌کار بازی کرد.

### افول و کناره‌گیری
دلون در اواخر دهۀ ۱۹۸۰ کم‌کار شد و از دهۀ ۱۹۹۰ تا پایان عمر در نقش‌های افتخاری و گذرا بازی کرد.
آلَن در سال ۱۹۹۸ در فیلم نیمه شانس در کنار ژان-پل بلموندو بازی کرد و سپس اعلام بازنشستگی کرد و گفت: «من در بیشتر فیلم‌هایی که بازی کرده‌ام یا دزد بوده‌ام یا پلیس، اما جالب این است که فرقی نمی‌کرده است که چه‌کاره بوده‌ام؛ در همهٔ فیلم‌ها تنها بوده‌ام. نمی‌دانم، اما فکر می‌کنم کارگردان‌ها و حتی تماشاگران همیشه دوست دارند مرا تنها ببینند».

## زندگی خصوصی

### روابط عاشقانه
نخستین نامزد او رومی اشنایدر بود. آنها رابطه‌ای عمیق داشتند. اما پیش از آن‌که کارشان به ازدواج کشیده شود، از هم جدا شدند. آلَن دلون سپس در سال ۱۹۶۴ با ناتالی کانوواس ازدواج کرد و از او صاحب یک پسر به نام «آنتونی» شد. وی بازیگر سینما است. این دو در سال ۱۹۶۹ از هم جدا شدند. اما در سال ۱۹۶۸ یک حادثهٔ مهم در زندگی آلَن رخ داد. در این سال، جسد استفن مارکوویچ محافظ سابق دلون در گاراژ خانهٔ وی پیدا شد. شایعات حاکی از آن بود که آلَن دلون وی را به‌دلیل علاقه به ناتالی کشته است. اما زاویهٔ تاریک آن قتل هیچ‌گاه روشن نشد و آلَن هم تبرئه شد.

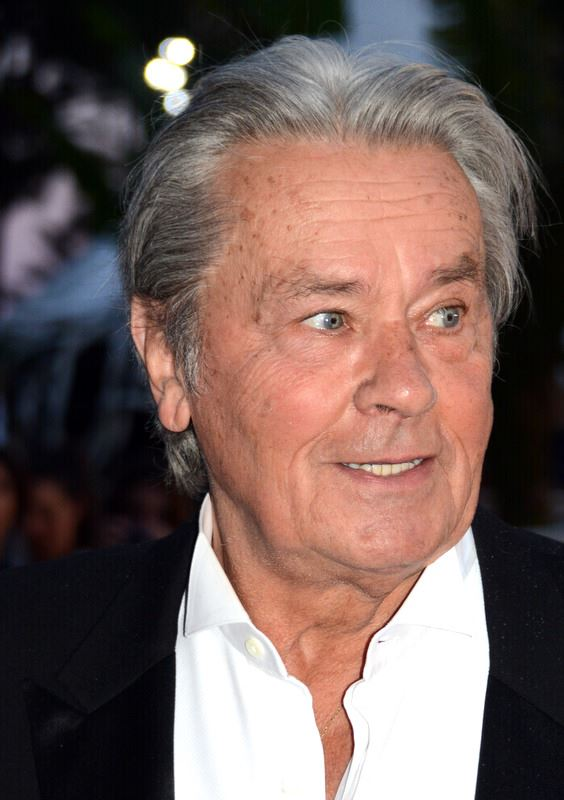
آلَن دلون در جشنوارهٔ فیلم کن ۲۰۱۳

آلَن دلون در سال ۱۹۸۷ در ۵۲ سالگی با یک مانکن هلندی به نام رُزالی فان بیرمَن ازدواج کرد و از او صاحب دختری به نام آنوشکا و پسری به نام «آلَن فابیانی» شد. این دو در سال ۲۰۰۲ از هم جدا شدند.

### قتل مارکوویچ
در سال ۱۹۶۸ یکی از محافظان دلون به نام استِوان مارکوویچ به قتل رسید. برادر مقتول با استناد به یک یادداشت به‌جا مانده‌ از مارکوویچ، دلون و دوستانش را مسئول این قتل دانست. بعدها عکس‌های مخفی از کلود پمپیدو همسر ژرژ پمپیدو (نخست‌وزیر وقت و بعدها رئیس‌جمهور فرانسه) پیدا شد که نشان می‌دادند او با افرادی غیر از همسرش رابطه جنسی دارد و مرگ این محافظ به‌ خاطر این عکس‌ها و حلقه خصوصی اطرافیان دلون است که مهمانی‌هایی برای همخوابگی مهمانان بانفوذش ترتیب می‌داده است. درستی هیچ یک از این ادعاها هرگز ثابت نشد و قتل مارکوویچ همچنان حل‌نشده باقی ماند. اما دلون تا پایان عمر درگیر پیامدهای آن بود.

### فرزندان
دلون به‌طور رسمی، دو پسر و یک دختر دارد. اما پسر سومی به نام آری بولونی از نیکو، ستارهٔ آلمانی راک گروه «ولوت آندرگراوند» دارد که در سال ۱۹۶۲ زاده شده و در سال ۲۰۲۲ ظاهراً بر اثر مصرف بیش از اندازهٔ مواد مخدر در پاریس درگذشته است. دلون همواره وجود او را انکار می‌کرد. فرزندان دلون رابطهٔ خوبی با یکدیگر ندارند. او رفتاری به‌شدت سختگیرانه با دو پسر خود داشت. تاجایی‌که سر و کار هر دو آن‌ها به مواد مخدر، اسلحه، و زندان افتاد. او رابطهٔ نزدیکی با دختر خود آنوشکا دارد. دلون وصیت کرده که نیمی از دارایی او به آنوشکا و نیمی دیگر بین دو فرزند پسرش تقسیم شود.

### نگهداری غیر مجاز سلاح
فوریه ۲۰۲۴ پلیس فرانسه ۷۲ قبضه اسلحه گرم و بیش از سه هزار گلوله از خانه او ضبط کرد. دادستان گفت که او مجوز داشتن سلاح نداشته است. همچنین یک میدان تیراندازی نیز در خانه دیگر او در منطقه دوشی موکوربون در ۱۳۵ کیلومتری جنوب پاریس پیدا شد.

## جهت‌گیری سیاسی
او در مصاحبه ای در سال ۲۰۱۳ اعلام کرد که طرفدار جناح تندرو راست است. او گفت: «سال‌هاست، تیم پدر و دختر لوپن (ژان ماری، رئیس پیشین اجتماع ملی و مارین، رهبر فعلی آن) می‌جنگند، اما آنها تنها بودند… اکنون، برای اولین بار، دیگر تنها نیستند. آنها مردم فرانسه را همراه خود دارند. حتی این موضوع به ژنو (سوییس) هم رسیده است، فوق‌العاده مهم است که آنها هم دیگر از این قضایا خسته شده‌اند.»

## درگذشت
دلون در ۱۸ اوت ۲۰۲۴ در خانه خود در منطقه دوشی-مونکوربون در ۱۳۵ کیلومتری جنوب پاریس درگذشت. او ۸۸ سال داشت. او در اوایل همان سال به لنفوم سلول B مبتلا شده بود. آلن دلون به دلیل علاقه به سگش «لوبو» وصیت کرده بود پس از مرگ، او را کشته و با او دفن کنند. اما خانواده او بنا به درخواست فعالان حقوق حیوانات اقدام به این کار نکردند.

## جوایز
او در سال ۱۹۹۵ خرس طلایی دستاوردهای یک عمر را از جشنواره فیلم برلین گرفت.
دلون در سی و دومین دورهٔ جشنوارهٔ فیلم کن ۲۰۱۹ نخل طلای افتخاری این جشنواره را دریافت کرد. این آخرین حضور او در انظار عمومی بود.

## ایران
دلون محبوبیت زیادی در ایران داشت. او در سال ۱۳۵۵ به تهران سفر کرد. در سال‌های پس از انقلاب نیز با وجود محدودیت در نمایش فیلم‌های خارجی در تلویزیون و سینماهای ایرا پخش فیلم‌های آلن دلون متوقف نشدند. در این دوره، فیلم‌های جنایی او در دهۀ ۱۹۷۰ بیشتر از دیگر کارهای او در ایران به نمایش درآمدند. تقریباً در همه این فیلم‌ها خسرو خسروشاهی صدا پیشه او بود.
او همچنین در اتحاد جماهیر شوروی نیز بسیار محبوب بود. بطوریکه در فیلم تهران ۴۳ ساخت آن کشور بازی کرد.

## فیلم‌شناسی
| سال  | فیلم                          | نقش                             | کارگردان                            | توضیحات                                                                                                 |  |
| ---- | ----------------------------- | ------------------------------- | ----------------------------------- | --- |  |
| ۱۹۵۷ | وقتی دختری دخالت می‌کند        | Jo                              | ایو الیگره                          | |  |
| ۱۹۵۸ | زیبا باش اما خفه شو           | لولو                            | مارک آلگره                          | |  |
| ۱۹۵۸ | کریستین                       | فرانتس لوبْهاینر                 | پیر گاسپار-ویت                      | به‌همراه رومی اشنایدر                                                                                    |  |
| ۱۹۵۹ | زنان ضعیف هستند               | Julien Fenal                    | میشل بوارون                         | به‌همراه میلن دمونژو                                                                                     |  |
| ۱۹۵۹ | راه جوانی                     | آنتوان میشو                     | میشل بوارون                         | به‌همراه بورویل و لینو ونتورا                                                                            |  |
| ۱۹۶۰ | روکو و برادرانش               | روکو پارونْدی                    | لوکینو ویسکونتی                     | با شرکت: آلَن دلون، رناتو سالواتوری، آنی ژیراردو                                                         |  |
| ۱۹۶۰ | ظهر بنفش                      | Tom Ripley                      | رنه کلمان                           | با شرکت: آلَن دلون، ماری لافوره، موریس رونه                                                              |  |
| ۱۹۶۱ | شادی زندگی                    | Ulysse Cecconato                | رُنه کلِمان                           | نامزدشده برای نخل طلا ۱۹۶۱                                                                              |  |
| ۱۹۶۱ | عشق‌های مشهور                  | شاهزاده آلبر                    | میشل بوارون                         | فیلم آنتولوژی                                                                                           |  |
| ۱۹۶۲ | عشق در دریا                   | یک ستاره سینما                  | گای ژیل                             | |  |
| ۱۹۶۲ | کسوف                          | Piero                           | میکل‌آنجلو آنتونیونی                 | به‌همراه مونیکا ویتی                                                                                     |  |
| ۱۹۶۲ | عکس‌های کاروم                  | Monsieur Lambert                | مارسل بلووال                        | تک‌جلوه                                                                                                  |  |
| ۱۹۶۲ | شیطان و ده فرمان              | Pierre Messager                 | ژولین دوویویه                       | anthology film                                                                                          |  |
| ۱۹۶۳ | خانه شادی                     | Marc                            | رنه کلمنت                           | به‌همراه جین فوندا                                                                                       |  |
| ۱۹۶۳ | هر شماره‌ای می‌تواند برنده باشد | Francis Verlot                  | آنری ورنوی                          | به‌همراه ژان گابن                                                                                        |  |
| ۱۹۶۳ | پلنگ                          | Tancredi                        | لوکینو ویسکونتی                     | nominated – Golden Globe Award for Most Promising Newcomer – Male به‌همراه برت لنکستر و کلودیا کاردیناله |  |
| ۱۹۶۳ | لالهٔ سیاه                     | Guillaume/Julian de Saint Preux | کریستین-ژاک                         | dual role                                                                                               |  |
| ۱۹۶۴ | L'Insoumis                    | Thomas Vlassenroot              | آلَن کاوالیه                         | به‌همراه لئا ماساری                                                                                      |  |
| ۱۹۶۵ | رولز-رویس زرد                 | استفانو                         | آنتونی اسکویت                       | با شرکت: اینگرید برگمان، رکس هریسون، شرلی مک لین، ژان مورو، عمر شریف                                    |  |
| ۱۹۶۵ | زمانی که دزد بودم             | ادی پداک                        | رالف نلسون                          | به‌همراه آن مارگرت، وان هفلین و جک پالانس                                                                |  |
| ۱۹۶۵ | آیا پاریس در حال سوختن است؟   | ژاک شابان-دلما                  | رُنه کلِمان                           | نوشتهٔ گور ویدال و فرانسیس فورد کوپولا                                                                   |  |
| ۱۹۶۶ | تگزاس آن‌سوی رودخانه           | دونو بالْدازار                   | مایکل گوردون                        | به‌همراه دین مارتین                                                                                      |  |
| ۱۹۶۶ | فرمانده گم شده                | کاپیتان فیلیپ اسکالاویه         | مارک رابسون                         | به‌همراه آنتونی کوئین، جورج سگال، میشله مورگان و کلودیا کاردیناله                                        |  |
| ۱۹۶۷ | ماجراجویان                    | مانو                            | روبر انریکو                         | با شرکت: لینو ونتورا و جوانا شیمکوس                                                                     |  |
| ۱۹۶۷ | Diabolically Yours            | پیِر                             | ژولیَن دوویویه                       | به‌همراه زنتا برگر                                                                                       |  |
| ۱۹۶۷ | سامورایی                      | جف کاستلو                       | ژان-پیر ملویل                       | به‌همراه ناتالی دلون                                                                                     |  |
| ۱۹۶۸ | ارواح مردگان                  | ویلیام ویلسن                    | لویی مال                            | anthology film                                                                                          |  |
| ۱۹۶۸ | خداحافظ رفیق                  | دینو باران                      | ژان ووترا                           | به‌همراه چارلز برانسون و بریژیت فوسی                                                                     |  |
| ۱۹۶۸ | دختری سوار بر موتورسیکلت      | دانیل                           | جک کاردیف                           | به‌همراه مرین فیث‌فول                                                                                     |  |
| ۱۹۶۹ | جف                            | لوران                           | ژان اِرمان                           | به‌همراه میرِی دارک                                                                                       |  |
| ۱۹۶۹ | دسته سیسیلی‌ها                 | روژه سارته                      | آنری ورنوی                          | با شرکت: ژان گابن، لینو ونتورا                                                                          |  |
| ۱۹۶۹ | استخر                         | ژان-پل                          | ژاک دری                             | به‌همراه رومی اشنایدر و جین برکین                                                                        |  |
| ۱۹۷۰ | The Love Mates                | ژولیَن داندیو                    | روژه کاهان                          | به‌همراه میرِی دارک                                                                                       |  |
| ۱۹۷۰ | Easy, Down There!             | سیمون                           | ژاک دُرای                            | به‌همراه ناتالی دلون                                                                                     |  |
| ۱۹۷۰ | بورسالینو                     | روچ سیفردی                      | ژاک دُرای                            | به‌همراه ژان‌پل بلموندو و کاترین روول                                                                     |  |
| ۱۹۷۰ | دایره سرخ                     | Corey                           | ژان پیر ملویل                       | به‌همراه بورویل، جان ماریا ولونته و ایو مونتان                                                           |  |
| ۱۹۷۱ | ترور تروتسکی                  | فرانک جکسون                     | جوزف لوزی                           | به‌همراه ریچارد برتون در نقش لئون تروتسکی                                                                |  |
| ۱۹۷۱ | Fantasia chez les ploucs      | یک مسافر                        | ژرار پیره                           | حضور کوتاه                                                                                              |  |
| ۱۹۷۱ | آفتاب سرخ                     | Gauche                          | ترنس یانگ                           | با شرکت: چارلز برانسون، توشیرو میفونه و اورسولا آندرس                                                   |  |
| ۱۹۷۱ | بیوه کودرک                    | ژان لاوینْی                      | پیر گرانیه-دفر                      | به‌همراه سیمون سینیوره و اوتاویا پیکولو                                                                  |  |
| ۱۹۷۱ | یک پلیس                       | اِدوار کولمان                    | ژان پیر ملویل                       | با شرکت: آلَن دلون، ریشار کرنا، کاترین دونوو                                                             |  |
| ۱۹۷۲ | نخستین شب آرامش               | دانیله دومینیچی                 | والریو زورلینی                      | به‌همراه جانکارلو جانینی، لئا ماساری، سونیا پتروونا و آلیدا والی                                         |  |
| ۱۹۷۳ | معالجه با شوک                 | دکتر دوویلِر                     | آلَن ژوسوا                           | به‌همراه آنی ژیراردو                                                                                     |  |
| ۱۹۷۳ | اسلحهٔ بزرگ                    | Tony Arzenta                    | دوچو تساری                          | با شرکت: ریشار کنت، کارلا گراوینا، مارک پورل، روژه هانن.                                                |  |
| ۱۹۷۳ | عقرب                          | ژان لوریه                       | مایکل وینر                          | به‌همراه برت لنکستر و گیل هانیکات                                                                        |  |
| ۱۹۷۳ | انبارهای سوخته                | قاضی لارشه                      | ژان شاپو                            | به‌همراه سیمون سینیوره و میو-میو                                                                         |  |
| ۱۹۷۳ | نسل اربابان                   | ژولیَن داندیو                    | پیر گرانیه-دفر                      | به‌همراه سیدنی رم و ژن مورو                                                                              |  |
| ۱۹۷۳ | دو مرد در شهر                 | جینو استرابلیجی                 | ژوزه جووانی                         | به‌همراه ژان گابَن، میمسی فارمر و ژرار دوپاردیو                                                           |  |
| ۱۹۷۴ | بورسالینو و شرکا              | Roch Siffredi                   | ژاک دُرای                            | sequel to بورسالینو                                                                                     |  |
| ۱۹۷۴ | سینه‌های یخی                   | Marc Rilson                     | ژرژ لوتنر                           | به‌همراه کلود براسر و میرِی دارک                                                                          |  |
| ۱۹۷۵ | زورو                          | دون دیه‌گو دُ لا وِگا/زورو         | دوچو تساری                          | به‌همراه استنلی بیکر و اُتاویا پیکولو                                                                     |  |
| ۱۹۷۵ | کولی                          | هوگو سنار                       | ژوزه جووانی                         | همچنین تهیه‌کننده                                                                                        |  |
| ۱۹۷۵ | داستان یک پلیس                | روژه بورنیش                     | ژاک دُرای                            | به‌همراه ژان لویی ترنتینیان و کلاودین اوجر                                                               |  |
| ۱۹۷۶ | بومرنگ                        | Jacques Batkin                  | ژوزه جووانی                         | نویسنده                                                                                                 |  |
| ۱۹۷۶ | آرماگدون                      | دکتر میشل آمبرووا               | با شرکت: آلَن دلون، ژان یان          | |  |
| ۱۹۷۶ | آقای کلاین                    | Robert Klein                    | جوزف لوزی                           | جایزه سزار بهترین فیلم                                                                                  |  |
| ۱۹۷۷ | مرد عجول                      | پیِر نیو                         | ادوارد مولینارو                     | با شرکت: میرل دارک                                                                                      |  |
| ۱۹۷۷ | مرگ یک مرد فاسد               | خاویر مارچال                    | زار لوتنر                           | به‌همراه اورنلا موتی، استفان اودران و میرِی دارک                                                          |  |
| ۱۹۷۷ | باند                          | روبر                            | ژاک دُرای                            | به‌عنوان تهیه‌کننده                                                                                       |  |
| ۱۹۷۸ | توجه، بچه‌ها نگاهمان می‌کنند    | «مرد»                           | سِرژ لُروآ                            | به‌همراه سوفی رُنوآر                                                                                      |  |
| ۱۹۷۹ | کنکورد... فرودگاه ۷۹          | پل مِتْران                        | دیوید لوول ریچ                      | به‌همراه رابرت واگنر، سوزان بلکلی و سیلویا کریستل                                                        |  |
| ۱۹۷۹ | پزشک                          | ژان-ماری دِپره                   | ژان فروستیه                         | به‌همراه ورونیک ژانو                                                                                     |  |
| ۱۹۸۰ | سه مرد برای کشتن              | میشل ژرفو                       | ژاک دُرای                            | به‌عنوان نویسنده                                                                                         |  |
| ۱۹۸۱ | تهران ۴۳                      | فوشه                            | الکساندر آلوف و ولادیمیر نائوموف    | Golden Prize at the جشنواره بین‌المللی فیلم مسکو ۱۹۸۱                                                    |  |
| ۱۹۸۱ | برای پنهان کردن یک پلیس       | چوکاس                           | خودش                                | نویسنده، بازیگر، کارگردان فیلم                                                                          |  |
| ۱۹۸۲ | شوک                           | مارتین تریر                     | Robin Davis                         | به همراه کاترین دونوو، فیلیپ لئوتارد                                                                    |  |
| ۱۹۸۳ | ضارب                          | ژاک دارنای                      | آلَن دلون                            | به‌همراه آن پاریو                                                                                        |  |
| ۱۹۸۴ | داستان ما                     | رابرت آورانچ                    | برتران بلیه                         | به‌همراه ناتالی بای                                                                                      |  |
| ۱۹۸۴ | سوان عاشق                     | بارون دو شارلوس                 | فولکر اشلوندورف                     | based on مارسل پروست، به‌همراه جرمی آیرونز، اورنلا موتی                                                  |  |
| ۱۹۸۵ | حرف یک پلیس                   | دانیل پرات                      | José Pinheiro                       | به‌همراه en:Fiona Gélin                                                                                  |  |
| ۱۹۸۶ | گذرگاه                        | ژان دیاز                        | René Manzor                         | به‌همراه کریستین بواسون                                                                                  |  |
| ۱۹۸۸ | پلیس خفته را بیدار نکن        | کمیسر اوژن گریندل               | José Pinheiro                       | به‌عنوان یکی از نویسندگان و تهیه‌کننده نامش ذکر شده                                                       |  |
| ۱۹۹۰ | ماشین رقص                     | آلَن ولف                         | Gilles Béhat                        | |  |
| ۱۹۹۰ | موج نو                        | لنوکس                           | ژان-لوک گدار                        | به‌همراه دومیتسیانا جوردانو                                                                              |  |
| ۱۹۹۲ | بازگشت کازانووا               | جاکومو کازانووا                 | ادوار نیرمانس                       | |  |
| ۱۹۹۲ | یک جرم                        | چارلز دوراند                    | ژاک دوره                            | credited as writer                                                                                      |  |
| ۱۹۹۴ | تدی خرسه                      | ژان ریویر                       | ژاک دوره                            | بر مبنای ژرژ سیمنون                                                                                     |  |
| ۱۹۹۵ | صد و یک شب                    | خودش                            | آنیس واردا                          | حضور کوتاه                                                                                              |  |
| ۱۹۹۶ | روز و شب                      | آلکساندر                        | برنار-آنری لوی                      | به‌همراه آریل دومبال و لورن باکال                                                                        |  |
| ۱۹۹۷ | نیمه شانس                     | ژولین ویگنال                    | پاتریس لوکنت                        | به‌همراه ژان-پل بلموندو و ونسا پارادی                                                                    |  |
| ۱۹۹۹ | بازیگران                      | خودش                            | Bertrand Blier                      | |  |
| ۲۰۰۳ | فرانک ریوا                    | فرانک ریوا                      |                                     | مجموعه تلویزیونی                                                                                        |  |
| ۲۰۰۸ | آستریکس در بازی‌های المپیک     | ژولیوس سزار                     | en:Frédéric Forestier و توما لانگمن | به‌همراه Gérard Depardieu, کلوویس کرنیاک و بونوا پولورد                                                  |  |
| ۲۰۱۲ | Happy New Year, mothers!      | خودش                            |                                     | |  |